# Korșiv, Luțk
Korșiv (în ucraineană Коршів) este o comună în raionul Luțk, regiunea Volînia, Ucraina, formată numai din satul de reședință.

## Demografie
Componența lingvistică a satului Korșiv
     Ucraineană (99,56%)
     Alte limbi (0,44%)
Conform recensământului din 2001, majoritatea populației satului Korșiv era vorbitoare de ucraineană (99,56%), existând în minoritate și vorbitori de alte limbi.